# ロードムービー (小説)
『ロードムービー』は、辻村深月による日本の小説。講談社から刊行されている。

## 概要
辻村深月初の短編集。デビュー作の『冷たい校舎の時は止まる』の登場人物を絡めた短編を3編収録。2010年9月に講談社ノベルスから刊行された際に「街灯」と「トーキョー語り」が追加収録された。2013年8月にtoi8の挿絵で「ロードムービー」と「雪の降る道」の2編を収録した児童書版が講談社青い鳥文庫から刊行されている。

## 収録作品
- 街灯（書き下ろし）
- ロードムービー（『esora』vol.5）
- 道の先（『esora』vol.5）
- トーキョー語り（『メフィスト』2009年1月号）
- 雪の降る道（『メフィスト』2005年1月号）

## 各話のあらすじ・主な登場人物

### ロードムービー
初出：ロードムービー（『esora』vol.5）
運動神経抜群で人気者のトシと、気が弱く内気なワタル。正反対に見える2人は、互いを信頼する親友だ。そんな2人がS県への家出を計画する。その動機とは何か。『冷たい校舎の時は止まる』の登場人物と思われる者も現れる、トシとワタルの固い絆の物語。

トシ
本名は諏訪慧恵。
ワタル
新田アカリ（にった）
トシの父親
トシから「オヤジ」と呼ばれる。政治家で二世議員。東京に仕事用の家があり、自宅と往復する生活。家にいることは少ない。トシからは反抗的な態度を取られている。『冷たい校舎の時は止まる』の諏訪裕二と思われる。
トシの母親
内科と小児科の医者。父親の名前「慧（サトシ）」から、トシが生まれたときに名付けた。夫であるトシの父親とは、大学卒業後すぐにできちゃった結婚をした。『冷たい校舎の時は止まる』の桐野景子と思われる。
タカノのおじさん
トシの両親共通の友人。弁護士。『冷たい校舎の時は止まる』の鷹野博嗣と思われる。
お姉ちゃん
タカノのおじさんと同じく、トシの両親共通の友人。『冷たい校舎の時は止まる』の辻村深月と思われる。

### 道の先
初出：道の先（『esora』vol.5）
大手進学塾『明和学院』のアルバイト大学生・『俺』の一人称で語られる。ある日『俺』は同僚の佐藤と塾長の吉野に呼ばれ、『明和学院』内で中心人物の優等生・大宮千晶について何か困ったことはないかと聞かれる。『俺』には全く心当たりがなかったが、佐藤と吉野によると、千晶は嫌いな講師をいじめ、これまでに3人のアルバイトが辞めているという。初耳の話に自分が鈍いのかと不安になる『俺』だが、千晶は『俺』を気に入っており、恋愛的な好意を告白してくる。

俺
『冷たい校舎の時は止まる』の片瀬充と思われる。
大宮千晶（おおみや ちあき）
留守番電話の彼女
『冷たい校舎の時は止まる』の佐伯梨香と思われる。

### トーキョー語り
初出：トーキョー語り（『メフィスト』2009年1月号）
女子高校生・さくらの一人称で語られる。田舎の高校に東京から転校してきた久住薫子。ミーハーで都会に興味がある一美はすぐに彼女と仲良くなる。一方、中学時代に薫子と同じように転校してきたものの、高校1年生の頃から皆に避けられている遠山。さくらは彼女のことが少し気になる。薫子はクラスに馴染んできたように見えたが、東京から来たというのは嘘だと噂され始める。

さくら
一美（かずみ）
久住薫子（くすみ かおるこ）
遠山（とおやま）
水野篤志（みずの あつし）

### 雪の降る道
初出：雪の降る道（『メフィスト』2005年1月号）
足立絹子は自宅前に落ちていた椿を見知らぬ少女に渡す。『みーちゃん』と名乗る少女は、元気のない『ヒロくん』に椿を届けるという。その後、『みーちゃん』に八つ当たりをした『ヒロくん』。「いなくなっちゃえ」という言葉通り『みーちゃん』が失踪したため、熱で意識が朦朧とする中、『ヒロくん』は『スガ兄』と共に彼女を探し始める。『冷たい校舎の時は止まる』第14章に続く、同作本編へと繋がる、雪の降る日の物語。

ヒロくん
男子小学生。『みーちゃん』とは幼馴染み。
夏に親友の『ヒロちゃん』を亡くして以来、冬になっても体調が優れない。
『冷たい校舎の時は止まる』にも登場。
みーちゃん
女子小学生。『ヒロくん』の幼馴染み。
『ヒロちゃん』とは面識がないが、『ヒロくん』の痛みを和らげようとしている。学校から帰ると毎日『ヒロくん』を見舞い、土産を置いていくが、彼は素っ気ない態度を取る。
『冷たい校舎の時は止まる』にも登場。
スガ兄
男子中学生。『ヒロくん』の家の近所に住む兄貴分。右耳にピアスをした不良だが、面倒見が良い。
物語序盤は学校行事のスキー教室で不在だが、帰宅後すぐに『みーちゃん』の母親から失踪した彼女の捜索を頼まれる。
『冷たい校舎の時は止まる』にも菅原として登場。

## 書籍情報
- 単行本：2008年10月、講談社、ISBN 978-4-06-215085-9
- ノベルズ：2010年9月、講談社ノベルス、ISBN 978-4-06-182739-4
- 文庫本：2011年9月、講談社文庫、ISBN 978-4-06-277063-7
- 文庫本：2013年8月、講談社青い鳥文庫、絵：toi8、ISBN 978-4-06-285377-4